# 洛克人 (1995年游戏)
《洛克人》是由Freestyle開發，U.S. Gold於1995年發行的動作類平台游戏，對應Game Gear遊戲機。遊戲是卡普空「洛克人系列」的衍生作品，也是該系列唯一專為世嘉遊戲機開發的遊戲。遊戲僅面向北美發行。遊戲中玩家扮演洛克人，同瘋狂科學家威利博士和他的六個機器人對戰。遊戲頭目和關卡取自《洛克人4》和《洛克人5》。
《洛克人》獲發行同期評價家的正面評價，但懷舊評論對遊戲評價兩極。遊戲發行當時，評論肯定了類同NES原作的聲畫。但媒體也批評遊戲畫面縮放過小、敵人移動速度過快，難以遊玩。

## 玩法
如同「洛克人元祖系列」作品，《洛克人》亦屬動作類平台遊戲。玩家操控主角洛克人跑動、跳躍、射擊、攀爬越過障礙與敵人。遊戲改編自NES遊戲《洛克人4》與《洛克人5》，但與以往作品不同，《洛克人》中耗盡生命後不可接關遊玩。洛克人有隻機器犬夥伴拉休（Rush），玩家可發動機器犬的「拉休彈簧（Rush Coil）」能力，讓洛克人跳得更高。
遊戲開始時可挑戰的Robot Master頭目為光明人、汽油人、星星人、石頭人。在《洛克人4》反派哥薩克的城堡中，玩家要和波浪人和蟾蜍人戰鬥。在威利城堡中，玩家要挑戰出自《洛克人2》的快速人，以及《洛克人5》版本的威利博士。

## 開發
《洛克人》由英國出版商U.S. Gold發行。U.S. Gold從卡普空處獲得分授權，再委託另一公司Freestyle開發遊戲。遊戲僅面向北美市場，於1995年發行，對應Game Gear遊戲機。

## 反響
| 媒体          | 得分   |
| ------------- | ------ |
| GamePro       | 3.75/5 |
| Mean Machines | 75%    |
| Sega Power    | 87%    |

《洛克人》總體獲得好評。英國雜誌《Sega Powre》的評分為87%。《GamePro》評測員給出3.75分（5分制），他稱讚遊戲畫面和聲音，但認為Game Gear畫面過小，不易遊玩。《Mean Machines》為遊戲打出75%的評分，編輯Gus Swan稱該作高度還原了「洛克人系列」風格。
懷舊評測觀點兩極。「1UP.com」的Nadia Oxford評價道，「洛克人要常在如此狹小的空間與敵人作戰，他還不如與他們握握手，碰碰運氣交個朋友。螢幕不斷捲動、操控又很蹩腳，玩著非常不爽，不過反正Game Gear電池續航短，幾個小時就能從痛苦中解脫了。」「GameSpot」編輯Christian Nutt和Justin Speer稱遊戲爲「『洛克人系列』改編作，尚可但有些不夠順暢」。「Retro Gamer」的Damien Butt肯定了《洛克人》的畫面，但批評該作難度過高，敵人移動速度太快。「GameZone」撰稿者Robert Workman稱讚了操作與聲畫，認為遊戲值得再版一次。
根據ESRB的2013年的分級名單，有聲音推測這款Game Gear遊戲將登陸任天堂3DS Virtual Console；惟遊戲後並未上架。因僅面向北美市場之故，遊戲的二手市場交易價高企：完好遊戲2013年可至200美元，2023年則達1,800美元。

## 外部連結
- 莫比游戏上的《洛克人》（英文）